# Jens Neundorff von Enzberg
Jens Neundorff von Enzberg (geboren 1966 in Ilmenau/Thüringen als Jens Neundorff) ist ein deutscher Theaterintendant, Operndirektor und Dramaturg.

## Leben
Neundorff von Enzberg studierte Musikwissenschaften, Theatermarketing und Kulturwissenschaften in Berlin und Leipzig. Er arbeitete nach Studienabschluss seit 1992 als Dramaturg für alle Sparten am Meininger Theater. Nach vier Jahren wechselte er wiederum als Dramaturg an die Sächsische Staatsoper Dresden, im Jahr 2000 ans Theater Bonn avanciert als Chefdramaturg für Musiktheater und Tanz an der Oper Bonn. Acht Jahre lang leitete er mit „Bonn Chance!“ eine groß angelegte, bedeutende experimentelle Musiktheaterreihe von Bonn aus. Als Gastdramaturg betreute er 2005 die Oper „Mitridate, re di Ponto“ von Mozart bei den Salzburger Festspielen, war Stipendiat der Bayreuther Festspiele und schrieb Beiträge in zahlreichen Klassik-Musikzeitschriften. Im Jahr 2007 übernahm er die Stelle des Operndirektors am Staatstheater Braunschweig. Bei Komponisten wie Hans Werner Henze, Aribert Reimann, Detlev Müller-Siemens, Reinhard Febel, Steffen Schleiermacher, Jan Müller-Wieland, Wladimir Tarnopolski und Helmut Oehring gab er teils Uraufführungen in Auftrag.
Ab der Spielzeit 2012/2013 war er Intendant am Theater Regensburg, das fünf Sparten umfasst. Mit innovativen Ansätzen wie der Uraufführung der Oper „Lola rennt“ von Ludger Vollmer gleich in der ersten Spielzeit gelang es ihm, die Besucher- und Abonnentenzahlen erheblich zu steigern. Noch im Dezember 2019 hatte der Bayerische Rundfunk gemeldet, man habe eine Verlängerung des laufenden Intendantur-Vertrags bis 2027 vereinbart. Für die Übernahme der Intendanz als Nachfolger von Ansgar Haag am Staatstheater Meiningen ab der Spielzeit 2021/2022 löste er indes seinen bis 2027 laufenden Vertrag in Regensburg vorzeitig. Seit Beginn der Spielzeit 2021/2022 ist Jens Neundorff von Enzberg Intendant am Staatstheater Meiningen sowie am Landestheater Eisenach.

## Belege
1. ↑  auch in der Schreibweise Jens Neundorf bei: Stefan Keim: "Bonn Chance", Die Welt, 11. November 2000; bei Uni Leipzig 1992 und bei FID Darstellende Kunst
2. ↑  Jens Neundorff von Enzberg | Intendant (Memento des Originals vom 26. März 2020 im Internet Archive)  Info: Der Archivlink wurde automatisch eingesetzt und noch nicht geprüft. Bitte prüfe Original- und Archivlink gemäß Anleitung und entferne dann diesen Hinweis., theater-regensburg.de, abgerufen am 26. März 2020
3. ↑  Intendantenwechsel am Theater Regensburg, Frankfurter Rundschau vom 17. Februar 2011, abgerufen am 26. März 2020
4. ↑  Meiningens neuer Intendant ist ein Heimkehrer, Thüringer Allgemeine vom 20. März 2020, abgerufen am 26. März 2020
5. ↑  Regensburgs Theaterintendant bleibt bis 2027, br.de/nachrichten vom 4. Dezember 2019, abgerufen  am 26. März 2020
6. ↑  Jens Neundorff von Enzberg wird Intendant in Meiningen: Rückkehr in die Heimat, nachtkritik.de vom 22. März 2020, abgerufen am 26. März 2020
7. ↑  Stiftungsrat der Kulturstiftung Meiningen-Eisenach hat Jens Neundorff von Enzberg zum Intendanten des Meininger Staatstheaters berufen (Memento vom 26. März 2020 im Internet Archive), landesregierung-thueringen.de vom 20. März 2020, abgerufen  am 26. März 2020

| Personendaten    | Personendaten                                           |
| ---------------- | ------------------------------------------------------- |
| NAME             | Neundorff von Enzberg, Jens                             |
| KURZBESCHREIBUNG | deutscher Theaterintendant, Operndirektor und Dramaturg |
| GEBURTSDATUM     | 1966                                                    |
| GEBURTSORT       | Ilmenau                                                 |